# Эсциталопрам
Эсциталопра́м — лекарственное средство, антидепрессант из группы селективных ингибиторов обратного захвата серотонина (СИОЗС). Эффективен в отношении пациентов с депрессией, одновременно страдающих поздней дискинезией, в отличие от трициклических антидепрессантов, усугубляющих это состояние. Применяется также при лечении тревожных, панических, тревожно-фобических, обсессивно-компульсивных и прочих расстройств высшей нервной деятельности пограничного типа. Также используется как препарат, уменьшающий потребление спиртного у больных алкоголизмом. Обладает стимулирующими свойствами.

## Свойства
В отличие от рацемата циталопрама, эсциталопрам представлен только S-изомером (R-изомер не имеет терапевтического эффекта), что и отражено в названии данного препарата. При этом эсциталопрам, как утверждается, превосходит предшественника по показателям эффективности и переносимости, хотя критики оспаривают это утверждение. Ряд независимых обзоров показал отсутствие преимуществ эсциталопрама перед циталопрамом. По физическим свойствам: порошок белого или слегка жёлтого цвета. Легко растворим в метаноле и диметилсульфоксиде, трудно растворим в воде и этаноле.
В сравнительном исследовании, проведённом в 2009 году и опубликованном в журнале The Lancet, среди 12 современных антидепрессантов наиболее эффективными были признаны миртазапин, эсциталопрам, венлафаксин и сертралин. В том же году был опубликован кокрейновский обзор 22 РКИ, в котором был сделан вывод о преимуществе эсциталопрама с точки зрения эффективности (перед циталопрамом и флуоксетином) и приемлемости (перед дулоксетином), но при этом отмечалось, что результаты исследований могут быть искажены в сторону завышения терапевтического эффекта эсциталопрама по причине спонсорской предвзятости.

## Фармакологическое действие
Фармакодинамика
Селективно ингибирует обратный захват серотонина, повышает концентрацию нейромедиатора в синаптической щели, усиливает и пролонгирует действие серотонина на постсинаптические рецепторы. Эсциталопрам практически не связывается с серотониновыми (5-HT), дофаминовыми (D1 и D2), альфа-адренергическими, гистаминовыми, м-холинорецепторами, а также бензодиазепиновыми и опиатными рецепторами.
Антидепрессивный эффект обычно развивается через 2—4 недели после начала лечения. Максимальный терапевтический эффект лечения панических расстройств достигается примерно через 3 месяца после начала лечения.
Фармакокинетика
Всасывание не зависит от приема пищи. Биодоступность — 80%. Время достижения максимальной концентрации ({\displaystyle T_{C_{max}}}) — 4 часа. Кинетика эсциталопрама линейна. Стационарная концентрация вещества в крови ({\displaystyle C_{SS}}) достигается через 1 неделю. Средняя {\displaystyle C_{SS}} — 50 нмоль/л (от 20 до 125 нмоль/л) — достигается при суточной дозе 10 мг. Кажущийся объём распределения — от 12 до 26 л/кг. Связь с белками — 80%.
Метаболизируется в печени до активных деметилированного и дидеметилированного метаболитов. После многократного применения средняя концентрация деметил- и дидеметилметаболитов составляет 28—31% и менее 5% соответственно от концентрации эсциталопрама. Метаболизм эсциталопрама в деметилированный метаболит происходит главным образом с помощью изоферментов цитохрома P450: CYP2C19, CYP3A4 и CYP2D6. У лиц со слабой активностью изофермента CYP2C19 концентрация эсциталопрама может быть в два раза выше, чем у лиц с высокой активностью этого изофермента. Значительных изменений концентрации препарата при слабой активности изофермента CYP2D6 не отмечается.
Период полувыведения {\displaystyle T_{1/2}} после многократного применения — 30 часов. У основных метаболитов эсциталопрама этот период более продолжителен. Клиренс — 0,6 л/мин.
Эсциталопрам и его основные метаболиты выводятся печенью и большая часть — почками, частично выводится в форме глюкуронидов. Период полувыведения и AUC увеличивается у пожилых больных.

## Применение
Эсциталопрам показан при депрессиях (F32, F33) и панических расстройствах (F41.0, F41.1). У некоторых пациентов с паническим расстройством в начале лечения эсциталопрамом может наблюдаться усиление тревоги, которая исчезает обычно в течение последующих двух недель лечения. Для того чтобы снизить вероятность возникновения тревоги, рекомендуется использовать низкие начальные дозы.
Эсциталопрам можно применять в комбинациях с другими препаратами при плохо поддающихся лечению депрессиях. Однако нельзя сочетать препараты, относящиеся к одной группе антидепрессантов. Возможны такие варианты взаимодействия, как, например, сочетание эсциталопрама с бупропионом или миртазапином.

## Побочные эффекты
К побочным действиям эсциталопрама относятся, в частности:
Со стороны кровеносной и лимфатической системы: частота неизвестна – тромбоцитопения.
Со стороны иммунной системы: редкие – анафилактические реакции.
Со стороны эндокринной системы: неизвестна – нарушение секреции антидиуретического гормона.
Со стороны метаболизма и обмена веществ: частые – снижение или усугубление аппетита, увеличение массы тела; нечастые – уменьшение массы тела; частота неизвестна – гипонатриемия, анорексия.
Со стороны психики: частые – тревожность, беспокойство, аномальные сны, понижение либидо у мужчин и женщин, аноргазмия у женщин; нечастые – скрежетание зубами, возбуждение, нервозность, панические приступы, спутанность сознания; редкие – агрессия, деперсонализация, галлюцинации; частота неизвестна – мания, суицидальные мысли, суицидальное поведение.
Со стороны нервной системы: очень частые – головная боль; частые – бессонница, сонливость, головокружение, парестезия, тремор; нечастые – нарушение вкуса, нарушение сна, обморок; редкие – серотониновый синдром; частота неизвестна – дискинезия, двигательные расстройства, судороги, психомоторное беспокойство/акатизия.
Со стороны органов зрения: редкие – расширение зрачка, затуманивание зрения.
Со стороны органов слуха: нечастые – звон в ушах.
Со стороны сердца: нечастые – тахикардия; редкие – брадикардия; частота неизвестна – удлинение интервала QT на электрокардиограмме, желудочковая аритмия
Так же упоминалось о возможности такой побочной реакции как медикаментозный гепатит. .

## Меры предосторожности и противопоказания
Клинический опыт использования эсциталопрама свидетельствует о возможном увеличении риска реализации суицидальных попыток в первые недели терапии, в связи с чем очень важно осуществлять тщательное наблюдение за пациентами в этот период.
Запрещается применять одновременно с ингибиторами моноаминооксидазы (ИМАО), а также серотонинергическими лекарственными средствами (в том числе трамадолом, суматриптаном и другими триптанами), поскольку при этом повышается риск развития серотонинового синдрома и серьёзных нежелательных реакций. Эсциталопрам следует назначать только через две недели после отмены необратимых ингибиторов МАО и через 24 часа после прекращения терапии обратимым ингибитором МАО. Неселективные ингибиторы МАО можно назначить не ранее чем через 7 дней после отмены эсциталопрама. При развитии серотонинового синдрома препарат должен быть немедленно отменен и назначено симптоматическое лечение.
Препарат не рекомендуется применять в отношении детей, а также в период беременности и кормления грудью (безопасность и эффективность применения у данных категорий пациентов не определены). Противопоказаниями к приёму СИОЗС также являются маниакальные состояния, повышенная чувствительность к препарату, сопутствующее лечение ингибиторами МАО, отравления алкоголем, психотропными препаратами и другими лекарственными средствами.

## Комментарии
1. ↑  Исследовались следующие препараты: бупропион, циталопрам, дулоксетин, эсциталопрам, флуоксетин, флувоксамин, милнаципран, миртазапин, пароксетин, ребоксетин, сертралин, венлафаксин.